# Keszthelyi kistérség
A Keszthelyi kistérség egy kistérség volt Zala megyében, központja Keszthely volt. 2007. szeptember 25-én jött létre a Keszthely–Hévízi kistérség kettéválasztásával, de 2014-ben az összes többi kistérséggel együtt megszűnt.

## Települései
| Balatongyörök | Bókaháza     | Esztergályhorváti | Gétye     | Gyenesdiás |
| Karmacs       | Keszthely    | Szentgyörgyvár    | Vállus    | Várvölgy   |
| Vindornyafok  | Vindornyalak | Vonyarcvashegy    | Zalaapáti | Zalaszántó |
| Zalavár       |              |                   |           |            |

## Nevezetességei

### Természeti látnivalók
- Kis-Balaton (Balaton-felvidéki Nemzeti Park része)
- Keszthelyi-fennsík (Balaton-felvidéki Nemzeti Park része)
- Gesztenyefasor (Keszthely)

### Épített emlékek
- Keszthely:
  - Festetics-kastély
  - Plébániatemplom
  - Balatoni Múzeum
- Zalaszántó: Sztúpa
- Gyenesdiás: Festetics kilátó
- Zalavár: Szent Adorján bazilika romjai

## Külső hivatkozások
A kistérség honlapja